# Nízky Vtáčnik
Nízky Vtáčnik je geomorfologický podcelek pohoří Vtáčnik. Nejvyšším vrcholem podcelku je Javorinka s výškou 938 m n. m.

## Vymezení
Podcelek zabírá východní část Vtáčnika a v rámci pohoří sousedí na severozápadě s Vysokým Vtáčnikom a na jihu s Župkovskou brázdou. Západním směrem navazuje Tribeč s podcelkem Rázdiel, jihovýchodně se rozprostírá Žiarská kotlina. Údolí Lutilského potoka odděluje Kunešovskou hornatinu Kremnických vrchů a na severu leží Handlovská kotlina.

## Dělení
- Prochotská kotlina
- Ostrogrúnska kotlina
- Vígľaš

## Vybrané vrcholy
- Javorinka (938 m n. m.) – nejvyšší vrchol podcelku
- Markov vrch (937 m n. m.)
- Vlčie kúty (913 m n. m.)
- Vígľaš (911 m n. m.)
- Ostrovica (855 m n. m.)

## Chráněná území
Část území je součástí CHKO Ponitrie, z maloplošných území tu leží přírodní památka Ostrovica a chráněný areál Ivanov salaš.